# Åbo Reparationsvarv
Åbo Reparationsvarv Ab (finska: Turun Korjaustelakka Oy) är ett finländskt reparations- och underhållsvarv på ön Luonnonmaa i Nådendal.
Åbo Reparationsvarv grundades 1989 efter Oy Wärtsilä Marinindustri Ab:s konkurs, som omfattade varv i Helsingfors, Åbo och Raumo. Basen var Wärtsiläs (tidigare Crichton-Vulcans) varv vid Aura å, varifrån nybyggnadsverksamheten flyttat till det nybyggda varvet i Perno (numera Meyer Werft Turku). 
Åbo Reparationsvarv flyttade 2003 till nya lokaler i Nådendal med en 265 meter lång, 70 meter bred och 7,9 meter djup torrdocka. Det ägs sedan 2007 av estniska BLRT Grupp.

## Historik
Företaget har sina rötter i Åboföretaget Crichton-Vulcan och dess föregångare. Under den stora depressionen anlade Åbo stad från 1934 med arbetslöshetsmedel en 150 meter lång, 30 meter bred och 8 meter djup torrdocka vid Korpolaisbacken vid Aura å. Dockan blev klar 1937 och hyrdes ut till Crichton-Vulcan. 
Crichton-Vulcans varv i Åbo  köptes på 1931 av Maskin och Bro, som i sin tur köptes av Wärtsilä 1935. Wärtsiläs varv Åbo omdöptes på 1960-talet till Oy Wärtsilä Åbovarvet Ab. På 1970-talet byggde Wärtsilä det nya  Pernovarvet och omorganiserade sina varv i Åbo 1984 så att all nybyggnation förlades till Perno och all reparation och allt underhåll sköttes av det gamla varvet vid Aura å.
Efter Wärtsilä Marinindustris konkurs 1989 bildades Åbo Reparationsvarv Ab för att fortsätta reparationsverksamheten i Åbo.
Anläggningen i Nådendal, där all verksamhet ligger sedan 2003, går tillbaka till den av Rainer Sjöström (1922–2003) 1956 grundade varvsunderleverantören Navire Oy, som 1972 byggde en torrdocka på Luonnonmaa för att bygga hela skrov. Navire gick i konkurs 1981, varefter Wärtsilä Marinindustri köpte varvsanläggningen.

## Upphuggning
Åbo Reparationsvarv testade från 2018 att tillsammans med ett par andra företag i skrotbranschen bedriva upphuggning av fartyg i sin docka.
 Europeiska kommissionen godkände också 2018 Åbo Reparationsvarv som det första varvet i Finland på sin lista över godkända fartygsåtervinningsanläggningar på sin förteckning över anläggningar för återvinning av fartyg.
Varvet beslöt dock efter en försöksperiod att inte gå in i denna produktionsverksamhet.